# 李一哲事件
李一哲事件是1974年11月由「李一哲」在中華人民共和國广东省廣州市貼大字報，借批判“林彪体系”呼籲民主和对法制的建议而引起的一宗事件。1979年2月6日，中共广东省委為事件公开平反。

## “李一哲”背景
“李一哲”是中國大陸文化大革命時期一張著名大字報《關於社會主義的民主與法制》的署名。該大字報主要由三人合著，署名是各取一字而成，分别是廣州美術學院學生李正天、高中學生陳一陽和工廠工人王希哲。另外，时任广东人民广播电台技术部副主任郭鸿志也有参与撰稿，但是除了他们还有好几十人在李一哲集团里进行辩论，并支持大字报的写作、分发和复印。
“李一哲”在1973年9月13日、12月12日和1974年11月7日写出《關於社會主義的民主與法制》的三篇草稿。1973年底，有传闻四届人大即将召开，“李一哲”曾在同年12月上旬把文章上书毛泽东，李正天后来接受访谈时称文章被拦截了。

## 事件始末
1974年11月10日，大字報《關於社會主義的民主與法制》在廣東广州的鬧市中山五路—北京路口公开张贴，成千上万的人日夜圍觀與抄寫，道路塞車，在國內外引起轟動和爭論。大字报共二萬六千多字，长达六十七張白報紙，内容呼籲民主和对法制的建议，以批判“林彪体系”为形式，矛头直指中共建国以来极左运动践踏民主法制的种种弊病。大字报还未点名地指出了当权者的许多罪行，并且联系这些现象，分析了社会主义“体系”本身存在的严重问题。广东方面将大字报呈送中央，要求定性，「四人幫」成員江青说它是“解放后最反动的文章”。
同年12月初，中共广东省委将《关于社会主义的民主与法制》定性为“反动大字报”，并迅速组织全省批判。12月3日，中共广东省委宣傳部以“宣集文”为笔名对大字报进行批判，称其为“对毛主席、毛泽东思想及在毛主席领导下的中国共产党中央委员会的恶意攻击”。这批判文件被发送至全国的党员干部（据说印刷了10万份），并附有大字报原文，因此“李一哲”的文章在全国各地干部中广泛流传。

针对“宣集文”的屡次批判，“李一哲”先后发表了《反批判书》、《吓人战术——评某些权威的批判》、《请君入瓮——二评某些权威的批判》、《这是马克思主义的原则吗？——三评某些权威的批判》、《杜岗的把戏——四评某些权威的批判》、《论无产阶级中的特权阶层》、《二十五个问答》等一系列大字報，以諷刺的手法反擊官方的批判：
“宣集文”说“李一哲说封建独裁专制的恶习惯深中于群众乃至一般共产党员的头脑之中”，因此，“宣集文”说这是“强加”，是“诬蔑”广大群众、党员。
其实，这句话也不是李一哲创造的，而是毛主席说的（见毛选《井冈山的斗争》）。也是我们逐字逐句抄下来的。那么，按照你们的说法，岂不是毛主席在“强加”，在“诬蔑”广大群众和广大党员了么？你们该当何罪？你们该不该打板子？

出一身冷汗吧，“宣集文”！
1975年，广东省委对李正天开展了多达数百场的批判会，其中面对面的辩论大会就达一百多场，常常是万人大会。当中有七十多场成了武斗会，李正天刚上台，就因为不低头遭到暴打，还有人冲上台对他拳打脚踢。由于時任广东省委书记赵紫阳指示允许李正天答辩，在这些批斗会中，会场气氛激烈，发生了戏剧性的情况：批斗会变成了被批斗者与批斗者的辩论会。据说由于“李一哲”有一定理论水平，也掌握了一定的事实，辩才也不错，他们利用这种批斗会，作为表达自己意见的论坛，常常使得批判他们的人，反而受他们质问。同年8月，李正天和陈一阳分别被押往粤北石人嶂钨矿和九佛农场劳动，王希哲留广东水产制品厂劳动。
1976年10月，中共中央粉碎了“四人帮”後，在清查“四人帮”运动中，“李一哲”的问题不但没有平反反而升级了。
1977年3月2日，李正天、陳一陽、王希哲和郭鴻志四人同时被捕。同年12月中旬举行的广东省第五届人民代表大会公开宣布“李一哲”是反革命集团。其罪名为“四人帮大乱广东的社会基础”。后来，李正天、陈一阳、王希哲、郭鸿志分别被判有期徒刑。一批与“李一哲”有牵连的干部和青年，也受到隔离审查和内部批判。
1978年8、9月，在時任广东省委书记习仲勋的领导下，广东省委数次研究“李一哲”案件问题，并数次报告党中央。同年12月29日，省委常委召开常委会讨论此案，开始为“李一哲”平反，并于12月30日释放李正天、陈一阳、王希哲、郭鸿志等人。
1979年2月6日下午，廣東省委在广州友谊剧院召开了“李一哲反革命集团”平反大会，有一千多名群众参加。会上，省委常委寇庆延宣读了《中共广东省委员会关于处理“李一哲”案件的决定》。

## 《關於社會主義的民主與法制》摘錄
常见的，是某些领导者将党和人民给予的必要的特殊照顾膨胀起来变为政治和经济的特权并无限止地荫及其家族，亲友乃至实行特权的交换，通过“走后门”之类的渠道完成其子弟在政治经济地位上的实际的世袭，并且围绕着他们的私利，改变事业、企业的社会主义方向，实行宗派主义的组织路线，扶植起了一批特殊于人民利益并与人民利益相对立的“新贵”集团和势力来。更重要的是，他们为了维护已得的特权和攫取更多的特权，他们必然要打击坚持原则的正直的革命同志，镇压起来反对他们特权的人民群众，非法剥夺这些同志和群众的政治权利和经济利益，甚至随意关押他们杀害他们而不负任何法律责任。
几百年几千年出现的一个“天才”…无限崇拜“天才”——绝对忠于“天才”，按“天才”的意志办事——谁反对“天才”就打倒谁。这不是一条极其完整的思想政治路线么？不准思想，不准研究，不准探索，不准对任何一个问题“问一个为什么”——“天才史观”简直取消了八亿个大脑。
“什么？你们要民主？你们是反动派！因为你们是反动派，所以不能给你们民主”，他们振振有词，喜欢引用毛主席关于人民民主与专政的关系的一段话。

## 评价及影响
《王希哲自傳: 走向黑暗》：“李一哲大字报贴出后，除了署名‘梁断元’的批判文章外，周围贴满了密密麻麻的支持小字报和纸条，批满了各色要求的字句。群众急切希望得到文章的油印本。”
李正天在訪談中提到：“当时由于那种特定的历史条件，有人把这篇文章上报中央，我在广州美术学院就有人找过我，问我︰‘你这篇文章说到坚持林彪体制的是谁？’我就回答︰‘就是江青一伙人’。”
訪問學者陈奎德认为：“李一哲大字报是批极左的，虽然其术语还带有中共话语系统的特点，但其核心，是从西方民主法治观念出发的。大字报是文革后期对纷纷乱世、对运动无休无止、对人人自危的社会状况的厌倦情绪的反映，在当时颇得人心，流传甚广，影响很大。它为结束文革作了思想准备，也开启了随后的‘四五运动’、‘民主墙运动’的先声。”
史云、李丹慧认为：“儘管從字面上看，‘李一哲’的大字報主要是抨擊林彪集團，沒有批評，反而歌頌毛澤東，甚至江青、王洪文，但是它卻涉及到了當時社會主義制度存在的根本性的弊病——缺乏民主機制……文章以批判林彪體系為名猛烈地抨擊當時的封建專制，這在當時為數不多的反主流上書、傳單和大字報中並不罕見。但獨特的是，文章還同時不遺餘力地謳歌了文化大革命和‘大民主’，提出了以毛澤東領導的文化大革命反封建的看似荒謬命題。”